# Église de Kaarlela
L'église de Kaarlela (en finnois : Kaarlelan kirkko) est une église luthérienne construite à  Kokkola en Finlande,.

## Présentation
Le village Kaarlela qui est l'un des sites culturels les plus significatifs du pays.
L'église médiévale en pierre est l'une des sept églises médiévales d'Ostrobotnie.
À son sud-ouest se trouve un des sites de la guerre des gourdins (fi).
Au sud se trouve le centre paroissial considéré comme la meilleure production de l'architecte Erik Kråkström (fi).
La chaire datant de 1622 est l'un des plus anciens de Finlande. 
Le retable peint en 1902 par Alexandra Frosterus-Såltin représente Jésus au jardin des oliviers.
Les décorations sont peintes en 1749 par Johan Backman (fi).
À la porte se trouve une statue de pauvre homme.